# Chữ Pahlavi
Chữ Pahlavi, bảng chữ cái Pahlavi hay chữ Pahlevi là một dạng chữ đặc biệt, là dạng viết ngôn ngữ Iran trung đại khác nhau. Những đặc điểm cốt yếu của Pahlavi là 
- là một bộ chữ bắt nguồn từ chữ Aram;
- có tỷ lệ cao các từ tiếng Aram được sử dụng như chữ tượng hình (được gọi là hozwārishn, "archaisms").

Các dạng chữ Pahlavi được thấy cho ngôn ngữ/dân ngữ gồm tiếng Parthia, tiếng Ba Tư trung đại, tiếng Sogdia, tiếng Scythia và tiếng Khotan . Bất kể đối với dạng ngôn ngữ nào, chữ viết của ngôn ngữ đó chỉ được coi là chữ Pahlavi khi đạt đủ hai điều kiện trên.
Pahlavi là do vậy là sự hòa trộn của
- Tiếng Aram hoàng gia dạng viết, nơi mà Pahlavi lấy được chữ viết, chữ tượng hình cùng một số từ vựng.
- Các ngôn ngữ Iran nói, nơi mà Pahlavi lấy được từ vĩ, luật ký âm và hầu hết từ vựng.

Do đó Pahlavi có thể được coi là một hệ thống chữ viết được áp dụng cho (nhưng không phải là duy nhất cho) một nhóm ngôn ngữ riêng biệt, nhưng có một vài nét quan trọng lạ lẫm với chính nhóm ngôn ngữ đó. Nó có các đặc điểm của một ngôn ngữ riêng biệt, nhưng không phải là một ngôn ngữ. Nó là một hệ thống chữ viết đơn thuần, nhưng phần lớn văn liệu Pahlavi vẫn là một văn học truyền miệng được viết ra và vì vậy vẫn giữ được nhiều đặc điểm của sự truyền miệng.
| Bảng Unicode chữ Psalter Pahlavi Official Unicode Consortium code chart: Psalter Pahlavi Version 13.0 |   |   |   |   |   |   |   |   |   |   |   |   |   |   |   |   |
| | 0 | 1 | 2 | 3 | 4 | 5 | 6 | 7 | 8 | 9 | A | B | C | D | E | F |
| U+10B8x                                                                                               | 𐮀 | 𐮁 | 𐮂 | 𐮃 | 𐮄 | 𐮅 | 𐮆 | 𐮇 | 𐮈 | 𐮉 | 𐮊 | 𐮋 | 𐮌 | 𐮍 | 𐮎 | 𐮏 |
| U+10B9x                                                                                               | 𐮐 | 𐮑 |   |   |   |   |   |   |   | 𐮙 | 𐮚 | 𐮛 | 𐮜 |   |   |   |
| U+10BAx                                                                                               |   |   |   |   |   |   |   |   |   | 𐮩 | 𐮪 | 𐮫 | 𐮬 | 𐮭 | 𐮮 | 𐮯 |

| Bảng Unicode chữ Pahlavi khắc Official Unicode Consortium code chart Version 13.0 |   |   |   |   |   |   |   |   |   |   |   |   |   |   |   |   |
|                                                                                   | 0 | 1 | 2 | 3 | 4 | 5 | 6 | 7 | 8 | 9 | A | B | C | D | E | F |
| U+10B6x                                                                           | 𐭠 | 𐭡 | 𐭢 | 𐭣 | 𐭤 | 𐭥 | 𐭦 | 𐭧 | 𐭨 | 𐭩 | 𐭪 | 𐭫 | 𐭬 | 𐭭 | 𐭮 | 𐭯 |
| U+10B7x                                                                           | 𐭰 | 𐭱 | 𐭲 |   |   |   |   |   | 𐭸 | 𐭹 | 𐭺 | 𐭻 | 𐭼 | 𐭽 | 𐭾 | 𐭿 |